# La Courbe
La Courbe är en kommun i departementet Orne i regionen Normandie i nordvästra Frankrike. Kommunen ligger i kantonen Écouché som tillhör arrondissementet Argentan. År 2018 hade La Courbe 62 invånare.

## Befolkningsutveckling
Antalet invånare i kommunen La Courbe
| Referens: INSEE |